# Stenskär (Hammarland, Åland)
För andra betydelser, se Stenskär (olika betydelser).
Stenskär är en ö i Åland (Finland). Den ligger i Skärgårdshavet eller Ålands hav och i kommunen Hammarland i landskapet Åland, i den sydvästra delen av landet. Ön ligger omkring 27 kilometer nordväst om Mariehamn och omkring 290 kilometer väster om Helsingfors.
Öns area är 33,2 hektar och dess största längd är 0,9 kilometer i öst-västlig riktning. Ön höjer sig omkring 15 meter över havsytan.